# Fodor Péter (könyvtáros)
Fodor Péter (Nyíregyháza, 1946. november 1. –) magyar művelődésszervező, könyvtáros, történész, 1998–2024 között a Fővárosi Szabó Ervin Könyvtár főigazgatója.

## Pályafutása
Édesapja megyei vállalatigazgató volt. Orvosi egyetemre jelentkezett, de nem vették fel, ezt követően 1969-ben a Debreceni Tanítóképző Főiskola népművelés–könyvtár, majd 1973-ben az ELTE Bölcsészettudományi Kar (ELTE-BTK) történelem szakán szerzett diplomát, majd 1984-ben az ELTE-n is szerzett egyetemi doktorátust történelemből.
1968–69-ben Balmazújváros művelődési házában volt előadó, majd 1975-ig igazgatta is az intézményt. 1975-77 között a Déri Múzeum igazgatóhelyettese volt. 1977-től a Magyar Szocialista Munkáspártban dolgozott kulturális területen, 1986-tól 1990-ig a Művelődési Minisztérium közművelődési koordinációs főosztályvezetője, az Országos Közművelődési Tanács titkára volt. 1990-től egy kiadó, majd 1996-tól a Civil Antenna kft.  ügyvezetője. 1997–98-ban a Főpolgármesteri Hivatal tanácsadójaként dolgozott. 1998 óta a Fővárosi Szabó Ervin Könyvtár főigazgatója, – Kiss Jenőt váltotta –, 2019-ben egyedüli pályázóként főigazgatói kinevezését meghosszabbították 2024-ig. Nyugdíjba vonulását követően helyettese, Kovácsné Koreny Ágnes vette át a könyvtár vezetését.
1998–2000 között a Nemzeti Kulturális Alap kurátora volt, 2003 óta könyvtári szakértő. 2003–2015 között az Informatikai és Könyvtári Szövetség elnöke, 2005–2010 között az Országos Könyvtári Kuratórium tagja volt.
1995-től óraadó volt a Jászberényi Főiskolán (ma: Eszterházy Károly Egyetem), 2005-től a Pécsi Tudományegyetem címzetes egyetemi docense.
Szintén könyvtáros feleségével Budán lakik, két lányuk született.

## Díjai
- 2002: Wlassics Gyula-díj[6]
- 2005: A Magyar Köztársasági Érdemrend lovagkeresztje[7]
- 2009: Szinnyei József-díj[8]
- 2015: Magyar Könyvtárosok Egyesülete emlékérme[9]